# Эллар, София
София Эллар (англ. Sofia Ellar; род. 15 ноября 1993, Лондон) — английская певица и автор песен испанского происхождения.

## Биография
Родилась 15 ноября 1993 года в Марилебоне, Лондон. После переезда в Мадрид в начале 2000-х годов она начала выступать на различных концертах.
София выпустила свой первый альбом «Seis peniques» в феврале 2017 года. Он получил положительные оценки музыкальных критиков. Альбом занял 58 место в испанском чарте.
В декабре 2017 года София объявила, что все доходы, полученные от продажи сингла «Humanidad en Paroм», будут переданы в различные благотворительные фонды, поддерживающие детей и взрослых, у которых нет крыши над головой.
Её творчество очень популярно среди испаноговорящей аудитории на YouTube, Spotify и Instagram.
23 февраля 2018 года вышел её второй альбом «Nota en Do», который занял 12 место в испанском чарте.
В апреле 2018 года журналист GQ назвал Эллар «шикарной девушкой из выдающейся семьи», что подразумевало некоторую дискредитацию её профессиональных достижений. Впоследствии такие утверждения были сочтены «осуждающими», «обидными» и «несправедливыми» самим автором, который был раскритикован и публично извинился перед артисткой, в итоге став энтузиастом её деятельности.

## Дискография

### Альбомы
- Seis peniques (2017)
- Nota en Do (2018)

### Синглы
- Verano con Lima (2017)
- Cenas que Acaban en Juerga (2017)
- Humanidad en Paro (2017)
- Tus Movidas (2018)
- Versión de Cobarde (2018)
- No Fue Mentira — Sesiones Moraima (2018)
- Bañarnos en Vaqueros (2019)
- Ahora Dime (2019)
- La Revolución (2019)
- Media Tinta (2019)
- Ana — ft. Ana (2019)
- Barrer a casa (2020)

## Фильмография
- Angry Birds 2 (2019)[15]
- Si yo fuera rico (2019)

## Туры
- Bañarnos en Vaqueros Tour (2019)[16]